# Reduction in Yield
Die Kennzahl Reduction in Yield, kurz RIY (übersetzt etwa Ertragsminderung oder Effektivkosten), zeigt im Bereich der Versicherungen den Verlust durch versicherungs- und fondsbezogene Kosten auf. Es werden also die Renditeeinbußen durch die Abschlusskosten und durch die laufenden Kosten inklusive Kapitalanlagekosten in einer Kennzahl zusammengeführt. Die Angabe der Reduction in Yield im Rahmen der Kostenstrukturangaben ist in Großbritannien laut dem New Conduct of Business Sourcebook der FSA (Financial Services Authority) bereits Pflicht, in Deutschland müssen laut Versicherungsvertragsgesetz nur die Kosten der Versicherung, nicht aber die Kosten der hinterlegten Fonds bzw. Geldanlagen ausgewiesen werden. Einige wenige deutsche Unternehmen ziehen schon die Kapitalanlagekosten innerhalb von Monte-Carlo-Simulationen in Vergleiche mit ein. In die unverbindlichen Empfehlungen des GDV von Anfang 2011 ist dies ebenfalls eingeflossen. Hier wird die folgende Darstellung empfohlen:
Gesamtwertentwicklung ohne Kosten = a %
- Effektivkosten = x %
= Gesamtwertentwicklung nach Kosten = a-x %

## Hintergrund
Die Besonderheit der Reduction in Yield-Kennzahl ist, dass sie eine effiziente und detaillierte Entscheidungsgrundlage in Bezug auf die Rendite und damit auch Risikowahl der Anlage bietet, denn erst mit der vollständigen Kenntnis aller in der Anlage anfallenden Kosten kann der zukünftige Versicherungsnehmer abschätzen, wie attraktiv eine Anlage wirklich ist. Zum Beispiel werden in Deutschland Versicherer vor Vertragsschluss dazu aufgefordert, Abschlusskosten, laufende Vertragskosten und sonstige Kosten anzugeben. 
- Die Abschlusskosten als einheitlicher Gesamtbetrag in Euro (gemäß § 2 Abs. 1 Nr. 1, 1. Halbsatz. 1 Alternative, § 2 Abs. 2 S. 1 VVG InfoV (Versicherungsvertragsgesetz Informationspflichtenverordnung)). Darunter fallen sämtliche einmalige Kosten wie zum Beispiel Provisionen, Vertragsdokumentationen, Risikoprüfungskosten etc.
- Die laufenden Kosten als Anteil der Jahresprämie in Euro mit Rücksicht auf die Vertragslaufzeit. Das sind also sämtliche Kosten, die bei Vertragsverwaltung anfallen (gemäß § 2 Abs. 1 Nr. 1, 2. Halbsatz 2. Alternative, § 2 Abs. 2 S. 1 VVG – InfoV).
- Sonstige Kosten ebenfalls als Anteil der Jahresprämie in Euro (gemäß § 2 Abs. 1 Nr. 2, § 2 Abs. 2 S. 1 VVG – InfoV, meist werden hier pauschale Vertragsänderungskosten aufgeführt).

Problematisch hierbei – besonders im deutschen Recht – sind Kapitalanlagekosten, die im VVG, InfoV nicht gesondert geregelt sind und deren Ausweisregelungen strittig sind. Somit werden Kapitalanlagekosten bei deutschen Lebensversicherungsverträgen oft nicht ausgewiesen. Die Reduction in Yield-Kennzahl tut aber genau dies, denn dort werden sämtliche Kosten ausgewiesen (Abschluss-, laufende und Kapitalanlagekosten) und in Form ihrer Auswirkung auf die Rendite als Abzug von der Rendite dargestellt. Dies ist besonders bei fondsgebundenen Versicherungsprodukten von Relevanz, da Kapitalanlagekosten hier einen Großteil der Kosten ausmachen können.  
Zwei Nachteile der Reduction in Yield-Kennzahl sollten jedoch immer berücksichtigt werden. 
1. Reduction in Yield spiegelt immer nur einen bestimmten zeitlichen Moment wider (meist nach 10 Jahren), was natürlich dazu führen kann, dass Versicherungsnehmer eine Kennzahl als Messlatte benutzen, die nicht ihrem Anlagehorizont entspricht. Dieses Problem ergibt sich aber nur, wenn der Versicherungsnehmer sich seine Reduction in Yield-Kennzahl nicht selbst ausrechnet, sondern zum Beispiel auf einen Effect of Charges Table (siehe unten) zugreift.
2. Reduction in Yield basiert auf einer illustrierten Ablaufleistung, die mit einer Beispielrendite berechnet wird. Problematisch ist hier natürlich, dass die Rendite hypothetisch ist und somit in dem Versicherungsnehmer falsche Erwartungen wecken kann.

## Großbritannien: die gesetzliche Anwendung des Reduction in Yield
In Großbritannien wurde die Reduction in Yield-Kennzahl im Rahmen der Kostentransparenz und der Wettbewerbssteigerung 1997 eingeführt und ist momentan im New Conduct of Business Sourcebook  13.4.1 R der FSA geregelt. Annex 3 zu 13.4.1 R. 1.1 schreibt hier nicht nur die Angabe des Reduction in Yield, sondern auch einen sogenannten Effect of Charges Table und eine Kostenbeschreibung vor. Bei dem Effect of Charges Table werden die Belastungen der Kosten auf die Rendite für die ersten fünf Jahre und dann in Fünfjahres-Abständen dargestellt. Ausnahmen in Bezug auf Produkte, die nicht dieser gesetzlichen Regelung unterliegen, finden sich in Annex 3 zu 13.4.1 R. 1.3.

## Fondspolicen und Garantiemodelle
Ein weiterer Faktor, der Fondspolicen und hinterlegte Hochrechnungen schwer vergleichbar macht, sind die unterschiedlichen Garantiemodelle. Die Angst vor Markteinbrüchen lässt Anleger zu Produkten tendieren, in denen Garantien ausgewiesen werden. Es gibt eine Vielzahl von Möglichkeiten, diese Garantien zu gewährleisten. Das Verhalten dieser Modelle am Markt kann durch eine Monte-Carlo-Simulation dargestellt werden. Hier werden 10.000 zufällige Markt- und Zinsverläufe simuliert und es wird betrachtet, wie sich die Garantieprodukte verhalten. Im Gegensatz zu einer statischen Hochrechnung mit einem festen Kostensatz und fester Rendite kann hier eine Aussage getroffen werden, wie sich die Kosten und die Rendite tatsächlich entwickeln könnten. Diese Simulationen beziehen z. B. Kosten für Umschichtungen aufgrund der Gewährleistung der Garantie mit ein und erlauben einen transparenteren Vergleich von Fondsprodukten.
Eine Garantie hängt immer auch vom Garantiegeber ab. Fällt dieser weg, kann auch eine Garantie entfallen. Ein in Deutschland oder Luxemburg zum Verkauf zugelassener Fonds, ebenso wie eine deutsche oder Luxemburger Versicherung bzw. Bank muss das Anlegervermögen im Sondervermögen ausweisen. Das heißt, bei Insolvenz des Emittenten wird das Anlegervermögen nicht herangezogen. Bei Wegfall des Garantiegebers bleibt das Anlegervermögen investiert, es kann gegebenenfalls Verzögerungen beim Zugriff geben. Weltweit gibt es unterschiedlichste Regelungen, es sollte im Einzelfall geprüft werden, wer die Garantie gibt und wie das Anlegervermögen ausgewiesen wird.